# Aichryson bituminosum
Aichryson bituminosum là một loài thực vật có hoa trong họ Crassulaceae. Loài này được Bañares mô tả khoa học đầu tiên năm 2002.